# Elevador da Ribeira

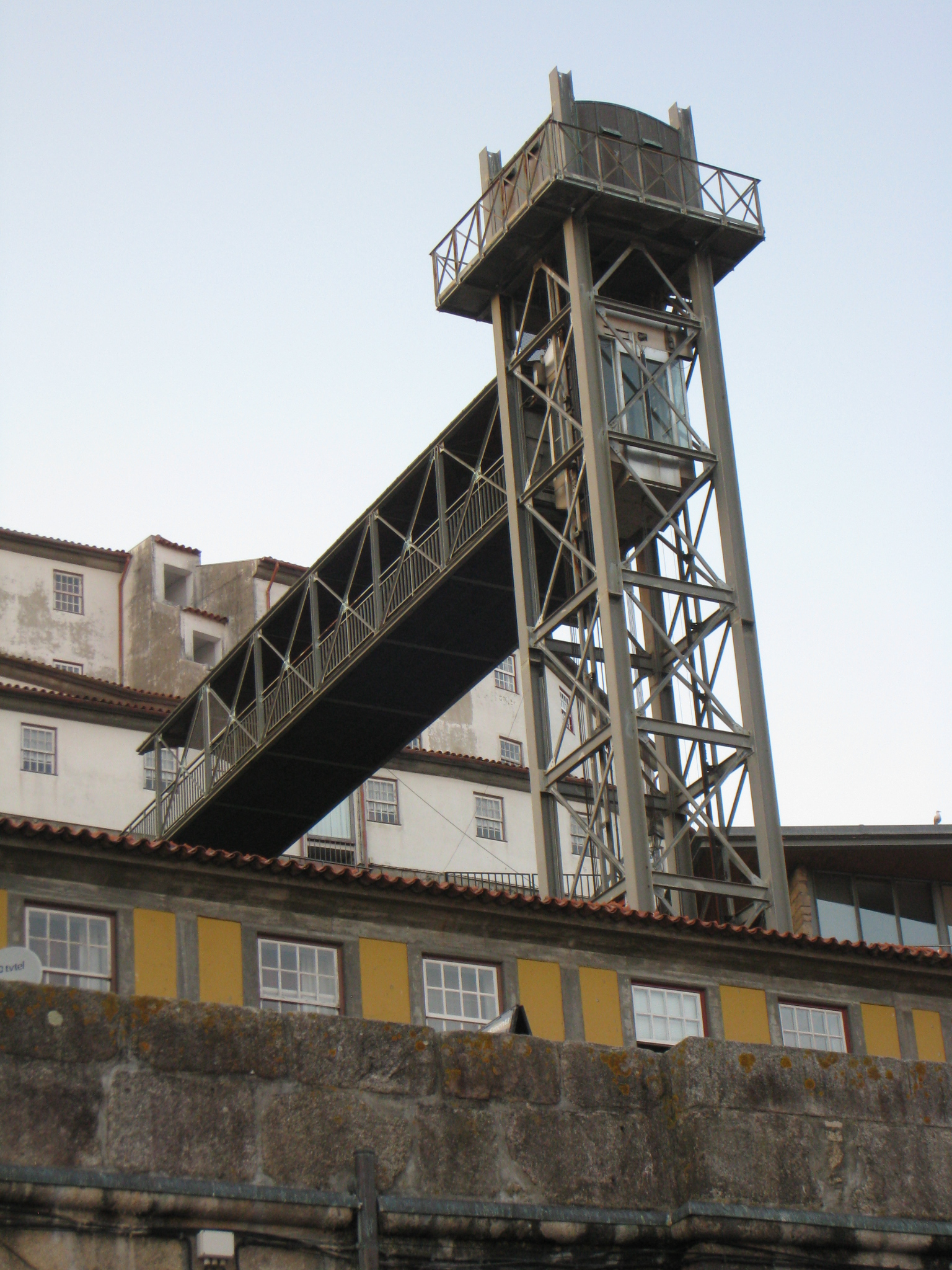
Elevador da Lada visto do Cais da Ribeira.

O Ascensor da Ribeira ou Elevador da Lada é um transporte público urbano de acesso gratuito situado na cidade do Porto, em Portugal. Liga a Ribeira do Porto (pelo número 66 do Largo dos Arcos da Ribeira, junto à Ponte D. Luís) à meia encosta do Barredo, por via de um elevador vertical e de um passadiço.

## História
Foi inaugurado no dia 13 de abril de 1994. Após dois anos parado reabriu em Julho de 2010. Mais uma vez parado por «vários anos», reabriu em Maio de 2020, sob nova concessão da Câmara Municipal do Porto.